# Cool Kids (album Kix)
Cool Kids è il secondo album in studio del gruppo musicale statunitense Kix, pubblicato nel marzo 1983 dalla Atlantic Records.

## Tracce
1. Burning Love – 3:07 (Blue, Knight)
2. Cool Kids – 3:28 (Golde, McIan, Steele)
3. Love Pollution – 4:04 (Whiteman, Forsythe)
4. Body Talk – 3:39 (Gilder, Herndon)
5. Loco-Emotion – 3:30 (Purnell)
6. Mighty Mouth – 3:43 (Purnell)
7. Nice on Ice – 3:25 (Purnell)
8. Get Your Monkeys Out – 3:20 (Purnell)
9. For Shame – 3:11 (Purnell)
10. Restless Blood – 3:50 (Purnell, Whiteman, Forsythe, Chalfant, Divens)

## Formazione
- Steve Whiteman – voce, armonica, sassofono
- Brian Forsythe – chitarre
- Brad Divens – chitarre, cori
- Donnie Purnell – basso, tastiere, cori
- Jimmy Chalfant – batteria, percussioni, cori